# Jacob Mahu
Jacob Mahu (anomenat també Jacobo, Jacques o Jakob Mahu) (? - 23 de setembre de 1598) va ser un navegant neerlandès que comandà una expedició de cinc vaixells a les illes Moluques en la qual va morir mentre creuava l'oceà Atlàntic.

## Expedició a les Moluques
El 1598, en mig d'un procés d'expansió marítima, començaren a salpar diverses expedicions des de les Províncies Unides dels Països Baixos cap a les Índies Orientals, seguint diverses rutes.
Els rics comerciants Pieter van den Hagen i Johan van der Veken en van finançar una de les més ambicioses, composta per cinc vaixells i uns 500 homes. Originalment, la missió de la flota era la de navegar tot seguint la costa oest d'Amèrica del Sud, on havien de vendre el seu carregament i cobrar en plata. Si no era així havien de dirigir-se cap al Japó, on suposaven podrien aconseguir plata amb la venda de les seves mercaderies i després navegarien cap a les illes Moluques per comprar les espècies que havien anat a buscar, tornant després a Europa. Van salpar de Rotterdam el 27 de juny de 1598. Les naus i els seus capitans originals eren:
- la Hoop, amb 130 homes i Jacob Mahu com a almirall
- la Liefde, amb 110 homes i Simon de Cordes com a vice-almirall
- la Geloof, amb 109 homes i Gerrit van Beuningen com a capità
- la Trowe, amb 86 homes i Jurriaan van Boekhout com a capità
- la Blijde Boodschap, també anomenada Vliegend Hart, amb 56 homes i Sebald de Weert com a capità

A la costa d'Àfrica bona part dels homes començaren a patir febres tropicals, cosa que va provocar la mort de molts d'ells, un dels quals el mateix Jacob Mahu.
El control de l'expedició va ser transferit a Simon de Cordes, amb Van Beuningen com a vice-almirall. Van arribar a les illes de l'arxipèlag de Chiloé i després d'un brillant cop les capturaren breument. Una tempesta va dispersar les naus en les proximitats de l'estret: el Hoop es va perdre; el Blijde Boodschap va quedar a la deriva després de ser desarborada i curta de subministraments es va veure obligada, el novembre de 1599, a navegar cap al port espanyol de Valparaíso, on la tripulació va ser capturada (entre els tripulants hi anava Dirck Gerrits Pomp (1544-1608), el primer neerlandès conegut que havia visitat el Japó el 1585; el Geloof, comandada per De Weert, va ser impulsada pels corrents de l'estret de tornada a Europa, arribant amb només 36 dels 105 tripulants originals amb vida. En el camí de retorn van albirar les illes Sebaldes, part de l'arxipèlag de les illes Malvines.
Només dos vaixells van aconseguir creuar el Pacífic: el Liefde, comandada per un nou capità, Jacob Quaeckernaeck, amb una tripulació delmada de només 24 supervivents, va arribar fins a Usuki, a l'illa de Kyushu (Japó), el 19 abril 1600; i el Trouwe, que va aparèixer més tard a Tidore (Indonèsia), on la tripulació va ser aniquilada pels portuguesos el gener de 1601.
El viatge va ser un complet fracàs, encara que va ser la primera flota neerlandesa que va aconseguir passar l'estret de Magallanes.